# Maria Lluïsa Solà Llopis
Maria Lluïsa Solà Llopis (Barcelona, 1918 — 5 de abril de 1994) fue una escritora y bibliotecaria española de literatura infantil y juvenil. Su obra más destacada fue la novela juvenil Anna, que recibió el premio Josep Maria Folch y Torres de novelas para chicos y chicas de 1972. 

## Biografía
Maria Lluïsa Solà nació en Barcelona el 1918 y estudió en la escuela municipal de música de Barcelona, en la Escuela de la Lonja y en la Escuela de Bibliotecarias. Posteriormente, dedicó su vida laboral como bibliotecaria en la Biblioteca de Cataluña.
En cuanto a su faceta de escritora, colaboró en una serie de cuentos publicados durante los primeros años de la revista Cavall Fort, en la década del 1960. Su obra más importante fue Anna, que recibió el vigesimosegundo Premio Josep Maria Folch y Torres de novelas para chicos y chicas en 1972 —otorgado por la Editorial La Galera y la Fundación Enciclopèdia Catalana en el Hotel Imperial Tarraco el 13 de diciembre de aquel año y dotado de 25.000 pesetas.
Casada con Pedro Ventura, murió en Barcelona el 5 de abril de 1994 a la edad de 75 años.

## Obras
- Solà i Llopis, Maria Lluïsa (1978 (1a ed.)). Anna. Els Grumets de la Galera (en català). La Galera. ISBN 8424645162.
- Solà i Llopis, Maria Lluïsa (1981 (2a ed.)). Jo, més dues... fan cinc!. La Xarxa; 17 (en català). Barcelona: Publicacions de l'Abadia de Montserrat.
- Solà i Llopis, Maria Lluïsa (1982). Aventures d'en Tau. La Xarxa (en català). Barcelona: Publicacions de l'Abadia de Montserrat.
- Solà i Llopis, Maria Lluïsa (1983 (1a ed.)). Un estiu a Rocagrossa. La Xarxa (en català). Barcelona: Publicacions de l'Abadia de Montserrat. ISBN 8472023893.
- Solà i Llopis, Maria Lluïsa (1983 (1a ed.)). Roda d'amics. La Xarxa; 64 (en català). Barcelona: Publicacions de l'Abadia de Montserrat.
- Solà i Llopis, Maria Lluïsa (1985 (4a ed.)). Teresa i la seva colla. La Xarxa; 7 (en català). Barcelona: Publicacions de l'Abadia de Montserrat.
- Solà i Llopis, Maria Lluïsa (1987). Adéu Serena. El Vaixell de Vapor, sèrie roja (en català). Cruïlla. ISBN 8476291574.
- Solà i Llopis, Maria Lluïsa (1988 (1a ed.)). Maraula blau-verd. La Xarxa (en català). Barcelona: Publicacions de l'Abadia de Montserrat. ISBN 9788472029309.
- Solà i Llopis, Maria Lluïsa (1994 (3a ed.)). Un fantasma anomenat... El Vaixell de Vapor, sèrie roja (en català). Cruïlla.